# 静田靖
静田 靖（しずた やすし、1936年4月1日 - ）は、日本の数理科学者・物理学者。奈良女子大学・大阪工業大学元教授。理学博士（京都大学）。元京都大学数理解析研究所研究員。
専門は、数理科学・物理学・量子アルゴリズム、数値解析/数値シミュレーション。

## 略歴
1959年京都大学理学部物理学科卒業。1961年同大学大学院理学研究科物理学専攻修士課程修了。1965年同大学大学院理学研究科博士課程修了、理学博士（京都大学）。京都大学数理解析研究所研究員などを経て、1986年奈良女子大学理学部教授。1999年大阪工業大学情報科学部教授。2002年同学部情報科学科（現：情報知能学科）教授。2006年大阪工業大学退職。大阪工業大学情報科学部において、主に奈良女子大学との研究連携に貢献した。
主な所属学会は、アメリカ数学会(AMS)、日本数学会など。主な著書は、The initial boundary value problem for symmetric hyperbolic systems with characteristic boundary - Qualitative Aspects and Applications of Nonlinear Evolution Equations (World Scientific1995)。

## 主な研究
- 対称双曲型偏微分方程式系の初期値境界値問題
- 線型および非線型対称双曲系の特性的境界値問題 科学研究費助成事業:研究課題/領域番号 09440061、奈良女子大学との共同研究
- 輸送方程式の作用素論的取扱い：Navier-Stokes方程式等の位相解析的数値解析的研究
- Faddeevの方法について： 散乱理論数学
- 量子アルゴリズムの研究〜 量子コンピュータに向けて